# 蒼き狼と白き牝鹿・元朝秘史
『蒼き狼と白き牝鹿・元朝秘史』（あおきおおかみとしろきめじか・げんちょうひし）は、1992年7月30日に日本の光栄から発売されたPC-8801用歴史シミュレーションゲーム。
同社の『蒼き狼と白き牝鹿シリーズ』第3作目。チンギス・ハーンの生涯と、モンゴル帝国の興亡を題材としており、ユーラシア大陸の統一を目的とした作品である。基本的なゲームシステムは前作『蒼き狼と白き牝鹿・ジンギスカン』（1985年）を引き継いでおり、新たに文化圏や気候という要素が追加され、さらに人事面の重要性が強まった作品となっている。
開発は光栄が行い、プロデューサーはシブサワ・コウ、音楽はパソコン用ソフト『太閤立志伝』（1992年）を手掛けた作曲家の大島ミチルが担当している。
PC-8801版の発売後、様々な日本国産パソコンに移植された他、北米では『Genghis Khan II: Clan of the Gray Wolf』のタイトルでPC/AT互換機に移植された。また、ファミリーコンピュータ、メガドライブ、メガCD、PCエンジンSUPER CD-ROM2、PlayStationなど様々な家庭用ゲーム機にも移植され、『スーパー蒼き狼と白き牝鹿・元朝秘史』のタイトルでスーパーファミコンにも移植された。なお、PC-8801およびMSX2、ファミリーコンピュータでは最後の光栄作品となった。
『コーエー定番シリーズ』などの廉価版も発売され、2003年にはPC-9801版を復刻収録した『コーエー25周年パックVol.6』が発売された他、単品販売もされている。スーパーファミコン版はバーチャルコンソール対応ソフトとして2009年にWii、2015年にWii Uにて配信された。2017年にはSteamアプリ化され、Microsoft Windows 7、8.1、10用として発売された。

## ゲーム内容

### システム
本作では新たに文化圏と気候の概念が導入され、文化圏や気候の違いを考慮しながら戦略を立てる必要が出てきた。戦略面でも、政治顧問の役職の導入やプレイヤーが直接内政等の操作をする直轄地の廃止により、より人事面の重要性が強まっている。また、シナリオ数が増えたこともあって登場する国家や人物の設定がより史実に近くなっている。
能力値も『ランペルール』のシステムを継承して、細かい数値が廃され、AからEまでのランクで表されるようになった。
戦闘は「行軍」と「部隊戦闘」に分けられ、実際の戦いは『ヨーロッパ戦線』のような擬似3Dのバード・ビュー視点になっている。

### 文化圏
本作品から文化圏の概念が導入された。文化圏は東から順番に日本・中国・蒙古・中央アジア・インド・イスラム・東欧・西欧の八つである。文化圏の果たす役割は主に経済成長と兵士（軍団）の雇用の二つで、文化圏ごとに経済成長の進展が異なる。最も著しく成長するのが中国文化圏とイスラム文化圏であり、蒙古や中央アジア、日本などは成長しづらい。
また文化圏が異なると雇用できる兵種が異なる。例えば「蒙古騎兵」は蒙古文化圏のみ、「武士」は日本、「騎士」は西欧・東欧のみで徴兵できる。ただし、商人から傭兵を雇うこともでき、その場合は地域の文化ではなく、商人の文化圏に関係する兵種を雇用できる。しかし傭兵は相場に左右されやすく、一般的に高価である。

### 気候
もう一つ新たに導入されたシステムとして「気候」の概念がある。気候は熱帯気候、乾燥気候、温暖湿潤気候、西岸海洋性気候、地中海性気候、温帯夏雨気候、冷帯湿潤気候、冷帯夏雨気候の八つである。それぞれの国の気候データはケッペンの気候区分によるアルファベット表記で表される。
気候は主に食糧生産と災害発生に関わる。温帯の4つの気候地帯は農産品作りに適しているが、それ以外の地域では農業にはあまり適しておらず、食料は畜産品による収入がメインになる。特に乾燥気候では食料収入自体が少なく、商人から購入しないと賄うのは難しい。また、温暖湿潤気候や温帯夏雨気候、熱帯気候では台風、乾燥気候では砂嵐、冷帯湿潤気候や冷帯夏雨気候では寒波の被害を受けることもある。

## 設定

### シナリオ
シナリオは4つ（メガCD版、プレイステーション版は5つ）である。シナリオ1「モンゴル高原の統一（1184年スタート）」は前作のモンゴル編に相当する。プレイできる族長もテムジン（モンゴル族）の他にジャムカ（ジャダラン族）、トオリル・ハーン（ケレイト族）、ダヤン・ハーン（ナイマン族）が追加された。
シナリオ2「チンギス・ハーンの雄飛（1206年スタート）」は前作の世界編にほぼ相当する。各地の国王も前作に比べて、より史実に近くなっている。プレイ可能な国王はチンギス・ハーン（モンゴル帝国）の他に源実朝（鎌倉幕府）、ジョン（アンジュー朝）、フィリップ2世（カペー朝）、ムハンマド（ホラズム帝国）、ゴーリー（ゴール朝）がいる。
シナリオ3「元朝の成立（1271年スタート）」は文字通りフビライ・ハーンの時代であり、プレイ可能な国王はフビライ・ハーン（元）、北条時宗（鎌倉幕府）、アバカ（イル汗国）、バイバルス（マムルーク朝）、ミカエル8世（ビザンツ帝国）、シャルル1世（シチリア王国）である。
そして、シナリオ1を1214年までにクリアした場合、ユーザーシナリオ「世界への道」が登場する。モンゴル編から継続してプレイする場合は、プレイヤーの使用していた族長をそのままモンゴルの国王としてプレイする。この場合、前作同様、将軍・政治顧問・子供・后などのデータをそのまま引き継いでプレイできる。前作と異なる点としては移行時に世界編に連れて行く将軍を選択できるようになったことと、クリアした翌年からプレイできることである（前作では強制的に1205年冬に移っていた）。
また、新規にユーザーシナリオを開始することもできるようになり、この場合は1185年スタートとなり、チンギス・ハーン（モンゴル帝国）、源頼朝（鎌倉幕府）、サラディン（アイユーブ朝）、イサキオス2世（ビザンツ帝国）、フリードリヒ1世（神聖ローマ帝国）、リチャード1世（アンジュー朝）のうちいずれかでプレイできる。
なお、プレイステーション版では日本編である「源平の争乱（1180年スタート）」が追加され、こちらがシナリオ2となっている。もともとはセガ・メガCD版で追加されたシナリオで、源頼朝（清和源氏）、平清盛（桓武平氏）、藤原秀衡（奥州藤原氏）、木曾義仲（木曾源氏）のうちいずれかでプレイでき、このため新たに「源平合戦」時代の将軍が追加されている。こちらも、「モンゴル高原の統一」と同様に1214年までにクリアした場合、ユーザーシナリオ「世界への道」が登場する。日本編から継続してプレイする場合は、プレイヤーの使用していた棟梁をそのまま日本の国王としてプレイする（以下、「モンゴル高原の統一」から入る場合と同様の規定）。

### オルド
シリーズの特色であるオルドは大幅に強化され、オルドでの后のグラフィックも30枚以上用意されている。オルドは後継者作りと言う意味で、広大なユーラシア大陸を制覇せねばならない（時間のかかる）本作において、非常に重要な位置を占める。
后の機嫌は「愛情ゲージ」によって表現され、ゲージが100%になると夜を共にすることが可能である。しかし、ゲージは通常の横軸だけではなく、縦軸に相当する「ゲージの色」の概念があり、厳密には2次元のグラフの様なものである。夜を共にするための条件はゲージの横軸のみであるが、色が赤に近いほどゲージの増減に良い影響を及ぼす。
オルドに入るとまず「后にお世辞を言う」、「自分を印象づける」、「后に贈り物をする」の3種のコマンドを選択し、愛情ゲージの色を好転させる必要がある。また、同じお世辞を言うにしても具体的にどう褒めれば効果的なのかは、マスクデータである后の性格や自身の能力が関係してくるので、オルドに及ぶ前の政治顧問のアドバイスなどを参考にする必要がある。なお、既に実行したコマンドを繰り返すと成功率が低くなる。
ゲージの色が十分に好転した後は「后に愛をささやく」ことでゲージ量を増加させることになるが、やはり后の性格や自身の能力を見極めて愛をささやかねばならない。これを繰り返し各后の愛情ゲージを最大まで上げることでオルドは成功となる。なおオルドに成功しても必ずしも懐妊するとは限らず、后によって懐妊の確率が異なっている。生まれてくる王子の能力には、自身の能力と后の性格が関係してくる。また、王子が生まれてくるか王女が生まれてくるかは、50%ずつの確率である。
補足すると、王子は後継者としてだけではなく、絶対に裏切らない血縁武将としても、大いに存在価値がある（前作と異なり、王子を将軍に登用した後でも後継者に選ぶことができる）。更に、条件が揃えば王子の能力値はかなり優秀になる。しかしながら、王女が生まれた場合も自勢力の武将に嫁がせることにより、やはり上記のような強力な戦力が増えることとなる。
なお、メガCD版及びPS版のオルド画面の国王の音声は、声優の銀河万丈が担当している。

## 他機種版
| No. | タイトル                                                                  | 発売日                      | 対応機種                | 開発元         | 発売元         | メディア                                              | 型式                                                | 備考                       | Ref.                    |
| --- | ------------------------------------------------------------------------- | --------------------------- | ----------------------- | -------------- | -------------- | ----------------------------------------------------- | --------------------------------------------------- | -------------------------- | ----------------------- |
| 1   | 蒼き狼と白き牝鹿・元朝秘史                                                | 1992年10月1日               | PC-9801                 | 光栄           | 光栄           | 5インチフロッピーディスク 3.5インチフロッピーディスク | KN10311020 (5") KN10311030 (3.5") KN10321030 (3.5") |                            |                         |
| 2   | 蒼き狼と白き牝鹿・元朝秘史                                                | 1992年12月3日               | MSX2                    | 光栄           | 光栄           | ロムカセット                                          | KN10311060                                          |                            |                         |
| 3   | 蒼き狼と白き牝鹿・元朝秘史                                                | 1992年12月10日              | MSX2                    | 光栄           | 光栄           | フロッピーディスク                                    | KN10311050 KN10321040                               |                            |                         |
| 4   | 蒼き狼と白き牝鹿・元朝秘史                                                | 1993年2月1日                | FM TOWNS                | 光栄           | 光栄           | フロッピーディスク                                    | KN10311040                                          |                            |                         |
| 5   | 蒼き狼と白き牝鹿・元朝秘史                                                | 1993年2月26日               | X68000                  | 光栄           | 光栄           | 5インチフロッピーディスク                             | KN10311070                                          |                            |                         |
| 6   | 蒼き狼と白き牝鹿・元朝秘史                                                | 1993年3月25日               | ファミリーコンピュータ  | 光栄           | 光栄           | ロムカセット                                          | KOE-GG                                              |                            |                         |
| 7   | スーパー蒼き狼と白き牝鹿・元朝秘史 Genghis Khan II: Clan of the Gray Wolf | 1993年3月25日 1993年9月23日 | スーパーファミコン      | 光栄           | 光栄           | 12メガビット+64キロRAMロムカセット                    | SHVC-G2 SNS-6G-USA                                  |                            |                         |
| 8   | 蒼き狼と白き牝鹿・元朝秘史 Genghis Khan II: Clan of the Gray Wolf         | 1993年3月25日 1994年9月23日 | メガドライブ            | 光栄           | 光栄           | 10メガビットロムカセット                              | T-76103 T-76066                                     |                            |                         |
| 9   | 蒼き狼と白き牝鹿・元朝秘史                                                | 1993年9月24日               | メガCD                  | 光栄           | 光栄           | CD-ROM                                                | T-76054                                             |                            |                         |
| 10  | 蒼き狼と白き牝鹿・元朝秘史                                                | 1993年9月30日               | PCエンジンSUPER CD-ROM2 | 光栄           | 光栄           | CD-ROM                                                | KOCD3004                                            |                            |                         |
| 11  | Genghis Khan II: Clan of the Gray Wolf                                    | 1993年                      | PC/AT互換機             | 光栄           | 光栄           | フロッピーディスク                                    | -                                                   |                            |                         |
| 12  | 蒼き狼と白き牝鹿・元朝秘史                                                | 1998年9月17日               | PlayStation             | コーエー       | コーエー       | CD-ROM                                                | SLPS-01579                                          |                            |                         |
| 13  | 蒼き狼と白き牝鹿・元朝秘史 KOEI The Best                                  | 1999年9月2日                | PlayStation             | コーエー       | コーエー       | CD-ROM                                                | SLPM-86303                                          | 廉価版                     |                         |
| 14  | コーエー25周年パックVol.6                                                 | 2003年11月28日              | Windows 98 - XP         | コーエー       | コーエー       | CD-ROM                                                | -                                                   | PC-9801版の移植            | [ 4 ] [ 5 ] [ 6 ] [ 7 ] |
| 15  | コーエー定番シリーズ 蒼き狼と白き牝鹿・元朝秘史                           | 2005年7月15日               | Windows 98 - XP         | コーエー       | コーエー       | CD-ROM                                                | -                                                   | 廉価版                     | [ 8 ] [ 9 ]             |
| 16  | Genghis Khan II: Clan of the Gray Wolf スーパー蒼き狼と白き牝鹿・元朝秘史 | 2009年6月8日 2010年5月11日  | Wii                     | コーエー       | コーエー       | ダウンロード （バーチャルコンソール）                 | -                                                   | スーパーファミコン版の移植 | [ 10 ]                  |
| 17  | スーパー蒼き狼と白き牝鹿・元朝秘史 Genghis Khan II: Clan of the Gray Wolf | 2015年7月22日 2015年8月20日 | Wii U                   | コーエーテクモ | コーエーテクモ | ダウンロード （バーチャルコンソール）                 | -                                                   | スーパーファミコン版の移植 | [ 11 ] [ 12 ]           |
| 18  | シブサワ・コウ アーカイブスパック Vol.6                                   | INT 2017年6月28日           | Windows 7/8.1/10        | コーエーテクモ | コーエーテクモ | ダウンロード (Steam)                                  | -                                                   |                            | [ 13 ] [ 14 ]           |

ファミリーコンピュータ版
- 容量不足のためオープニングはタイトル画面のみとなっている。

スーパーファミコン版
- 回転・拡大縮小といったSFCの持つ機能を利用したフェードイン・アウトを導入しているが、他機種より演出の時間が長くなっている。2010年5月11日よりWiiの、2015年7月22日よりWii Uのバーチャルコンソールで、それぞれ配信されている。

メガドライブ版
- コンシュマー版では、戦闘のバード・ビュー視点が廃され、すべて2Dに変更されている。

## 音楽
サウンドトラック
- 蒼き狼と白き牝鹿・元朝秘史  KECH-1029
- 光栄オリジナルBGM集Vol.9 ヨーロッパ戦線/スーパー蒼き狼と白き牡鹿・元朝秘史 KECH-1049（※スーパーファミコン音源をそのまま使用）

## 評価
ファミリーコンピュータ版
ゲーム誌『ファミコン通信』の「クロスレビュー」では、5・5・5・4の合計19点（満40点）、『ファミリーコンピュータMagazine』の読者投票による「ゲーム通信簿」での評価は以下の通り、17.6点（満30点）となっている。
| 項目 | キャラクタ | 音楽 | お買得度 | 操作性 | 熱中度 | オリジナリティ | 総合 |
| 得点 | 3.2        | 2.9  | 2.8      | 2.8    | 3.0    | 3.0            | 17.6 |
スーパーファミコン版
ゲーム誌『ファミコン通信』の「クロスレビュー」では、6・7・6・5の合計24点（満40点）、『ファミリーコンピュータMagazine』の読者投票による「ゲーム通信簿」での評価は以下の通り、19.78点（満30点）となっている。この得点はスーパーファミコン全ソフトの中で208位（323本中、1993年時点）となっている。
| 項目 | キャラクタ | 音楽 | 操作性 | 熱中度 | お買得度 | オリジナリティ | 総合  |
| 得点 | 3.56       | 3.40 | 3.20   | 3.38   | 2.92     | 3.32           | 19.78 |
メガドライブ版
ゲーム誌『ファミコン通信』の「クロスレビュー」では、7・7・7・5の合計26点（満40点）、『メガドライブFAN』の読者投票による「ゲーム通信簿」での評価は以下の通り、20.7点（満30点）となっている。
| 項目 | キャラクタ | 音楽 | お買得度 | 操作性 | 熱中度 | オリジナリティ | 総合 |
| 得点 | 3.5        | 3.4  | 3.0      | 3.4    | 3.6    | 3.8            | 20.7 |
メガCD版
ゲーム誌『ファミコン通信』の「クロスレビュー」では、7・5・6・6の合計24点（満40点）、『メガドライブFAN』の読者投票による「ゲーム通信簿」での評価は以下の通り、22.4点（満30点）となっている。
| 項目 | キャラクタ | 音楽 | お買得度 | 操作性 | 熱中度 | オリジナリティ | 総合 |
| 得点 | 3.6        | 3.6  | 3.5      | 3.9    | 3.9    | 3.7            | 22.4 |
PCエンジン版
ゲーム誌『ファミコン通信』の「クロスレビュー」では6・6・7・7の合計26点（満40点）、『月刊PCエンジン』では85・90・85・80・85の平均85点（満100点）、『電撃PCエンジン』では70・65・85・65の平均71.25点（満100点）、『PC Engine FAN』の読者投票による「ゲーム通信簿」での評価は以下の通りとなっており、21.3点（満30点）となっている。
| 項目 | キャラクタ | 音楽 | お買得度 | 操作性 | 熱中度 | オリジナリティ | 総合 |
| 得点 | 3.5        | 3.7  | 3.3      | 3.5    | 3.7    | 3.7            | 21.3 |